# Dicnemon semicryptum
Dicnemon semicryptum là một loài rêu trong họ Dicnemonaceae. Loài này được Müll. Hal. mô tả khoa học đầu tiên năm 1897.